# Kerim Mrabti
Abdallah Kerim Mrabti (Nacka, 20 mei 1994) is een Zweeds-Tunesisch voetballer die doorgaans speelt als middenvelder. In augustus 2020 verruilde hij Birmingham City voor KV Mechelen. Mrabti maakte in 2016 zijn debuut in het Zweeds voetbalelftal.

## Clubcarrière
Mrabti speelde in de jeugd van Enköpings SK en brak ook door bij die club, waarvoor hij in twee seizoenen zesentwintig competitieduels speelde. In januari 2013 maakte hij de overstap naar IK Sirius, waar hij voor twee jaar tekende. Na die twee jaar trok Mrabti naar Djurgårdens IF. Na zijn eerste seizoen werd de middenvelder direct door de supporters verkozen tot speler van het jaar. Het seizoen 2016 moest Mrabti volledig aan zich voorbij laten gaan, maar vanaf 2017 speelde hij weer mee. Op 10 mei 2018 was hij trefzeker in de finale van de Svenska Cupen, waarin Malmö FF met 3–0 werd verslagen. In januari 2019 stapte de middenvelder transfervrij over naar Birmingham City, waar hij zijn handtekening zette onder een verbintenis voor de duur van anderhalf jaar. Anderhalf jaar later trok KV Mechelen Mrabti aan. In België kreeg hij een contract voor drie seizoenen. In het voorjaar van 2023 werd een optie in zijn contract gelicht waardoor hij een jaar langer vast kwam te liggen. In juni werd zijn verbintenis nogmaals verlengd, nu tot medio 2026.

## Clubstatistieken
| Seizoen | Club            | Competitie      | Competitie | Competitie | Beker | Beker | Supercup | Supercup | Internationaal | Internationaal | Totaal | Totaal |
| Seizoen | Club            | Competitie      | Wed.       | Dlp.       | Wed.  | Dlp.  | Wed.     | Dlp.     | Wed.           | Dlp.           | Wed.   | Dlp.   |
| ------- | --------------- | --------------- | ---------- | ---------- | ----- | ----- | -------- | -------- | -------------- | -------------- | ------ | ------ |
| 2011    | Enköpings SK    | Division 1      | 10         | 4          | 0     | 0     | —        | —        | —              | —              | 10     | 4      |
| 2012    | Enköpings SK    | Division 1      | 16         | 2          | 0     | 0     | —        | —        | —              | —              | 16     | 2      |
| 2013    | IK Sirius       | Division 1      | 23         | 2          | 4     | 2     | —        | —        | —              | —              | 27     | 4      |
| 2014    | IK Sirius       | Superettan      | 23         | 3          | 5     | 1     | —        | —        | —              | —              | 28     | 4      |
| 2015    | Djurgårdens IF  | Allsvenskan     | 28         | 4          | 4     | 0     | —        | —        | —              | —              | 32     | 4      |
| 2016    | Djurgårdens IF  | Allsvenskan     | 0          | 0          | 0     | 0     | —        | —        | —              | —              | 0      | 0      |
| 2017    | Djurgårdens IF  | Allsvenskan     | 25         | 8          | 3     | 1     | —        | —        | —              | —              | 28     | 9      |
| 2018    | Djurgårdens IF  | Allsvenskan     | 24         | 6          | 7     | 3     | —        | —        | 2              | 0              | 33     | 9      |
| 2018/19 | Birmingham City | Championship    | 12         | 1          | 0     | 0     | —        | —        | —              | —              | 12     | 1      |
| 2019/20 | Birmingham City | Championship    | 15         | 2          | 2     | 0     | —        | —        | —              | —              | 17     | 2      |
| 2020/21 | KV Mechelen     | Eerste klasse A | 35         | 7          | 3     | 1     | —        | —        | —              | —              | 38     | 8      |
| 2021/22 | KV Mechelen     | Eerste klasse A | 36         | 10         | 3     | 0     | —        | —        | —              | —              | 39     | 10     |
| 2022/23 | KV Mechelen     | Eerste klasse A | 12         | 1          | 4     | 2     | —        | —        | —              | —              | 16     | 3      |
| 2023/24 | KV Mechelen     | Eerste klasse A | 40         | 8          | 1     | 1     | 1        | 0        | —              | —              | 42     | 9      |
| 2024/25 | KV Mechelen     | Eerste klasse A | 35         | 2          | 1     | 0     | 0        | 0        | —              | —              | 36     | 2      |
| 2025/26 | KV Mechelen     | Eerste klasse A | 4          | 1          | 0     | 0     | 0        | 0        | —              | —              | 4      | 1      |
| Totaal  | Totaal          | Totaal          | 338        | 61         | 37    | 11    | 1        | 0        | 2              | 0              | 378    | 72     |

Bijgewerkt op 16 augustus 2025.

## Interlandcarrière
Mrabti maakte zijn debuut in het Zweeds voetbalelftal op 6 januari 2016, toen met 1–1 gelijkgespeeld werd tegen Estland. Albert Prosa en Mikael Ishak zorgden voor de doelpunten. Mrabti mocht van bondscoach Erik Hamrén in de rust invallen voor Viktor Claesson en hij werd twintig minuten voor tijd weer gewisseld voor Joakim Nilsson. De andere debutanten dit duel waren Adam Lundqvist (IF Elfsborg), Alexander Fransson, Emir Kujović, Linus Wahlqvist (allen IFK Norrköping), Pa Konate (Malmö FF), Melker Hallberg (Vålerenga), Nilsson (GIF Sundsvall) en Gustav Engvall (IFK Göteborg).
| Interlands van Kerim Mrabti voor Zweden | Interlands van Kerim Mrabti voor Zweden | Interlands van Kerim Mrabti voor Zweden | Interlands van Kerim Mrabti voor Zweden | Interlands van Kerim Mrabti voor Zweden | Interlands van Kerim Mrabti voor Zweden | Interlands van Kerim Mrabti voor Zweden |
| №                                       | Datum                                   | Wedstrijd                               | Uitslag                                 | Competitie                              | Goals                                   |                                         |
| Als speler bij Djurgårdens IF           | Als speler bij Djurgårdens IF           | Als speler bij Djurgårdens IF           | Als speler bij Djurgårdens IF           | Als speler bij Djurgårdens IF           | Als speler bij Djurgårdens IF           | Als speler bij Djurgårdens IF           |
| --------------------------------------- | --------------------------------------- | --------------------------------------- | --------------------------------------- | --------------------------------------- | --------------------------------------- | --------------------------------------- |
| 1                                       | 6 januari 2016                          | Estland – Zweden                        | 1 – 1                                   | Vriendschappelijk                       |                                         |                                         |
| 2                                       | 7 januari 2018                          | Estland – Zweden                        | 1 – 1                                   | Vriendschappelijk                       |                                         |                                         |
| 3                                       | 11 januari 2018                         | Denemarken – Zweden                     | 0 – 1                                   | Vriendschappelijk                       |                                         |                                         |

Bijgewerkt op 24 juli 2023.

## Erelijst
| Svenska Cupen | 1 | 2017/18 |